# 藍眼睛
藍眼睛是台灣樂壇第一張數位付費下載單曲，沒有實體的專輯CD或紙盒販售，由KKBOX線上發行，演唱者是張韶涵及蘇打綠，詞曲為蘇打綠樂團主唱青峰所寫，並由蘇打綠樂團編曲。

藍眼睛為KKBOX「不可能的Mix」第一彈，單曲下載原價為新台幣30元，原KKBOX付費會員可免費下載(可使用KKBOX程式離線聆聽)，試用會員須付費新台幣20元。
2023年2月魚丁糸獨唱版本收錄在陪我歌唱（魚版）復刻專輯中。